# دی‌متیل‌فنیل‌فسفین
دی‌متیل‌فنیل‌فسفین (به انگلیسی: Dimethylphenylphosphine) با فرمول شیمیایی C۸H۱۱P یک ترکیب شیمیایی با شناسه پاب‌کم ۶۹۵۹۷ است. که جرم مولی آن ۱۳۸٫۱۴ g/mol می‌باشد. شکل ظاهری این ترکیب، مایع زرد کمرنگ است.